# Жабриця польова
Жабриця польова, жабриця рівнинна (Seseli campestre) — вид рослин з родини окружкових (Apiaceae), поширений у південно-східній Європі й західній Азії.

## Опис
Багаторічна рослина заввишки 40–120 см. Корінь товстий, 0.5–1.5 см завтовшки, прямий. Пластинка листків 15–25 см завдовжки, 3–4-перисторозсічені; кінцеві часточки лінійні, 0.5–2 см завдовжки, 0.5–1.5 мм завширшки. Промені зонтика по зовнішньому краю з помітними шорсткими або щетинистими ребрами, не сплюснуті.

## Поширення
Поширений у південно-східній Європі й західній Азії.
В Україні вид зростає на чорноземах, у степах, на кам'янистих місцях, крейдяних відслоненнях, залізничних насипах — у Лісостепу, Донецькому Лісостепу, зазвичай; у Степу в північних районах, південніше рідко.